# Volksbefreiungsarmee der Türkei
Die Volksbefreiungsarmee der Türkei (türkisch Türkiye Halk Kurtuluş Ordusu, abgekürzt THKO) war eine bewaffnete marxistisch-leninistische Untergrundorganisation in der Türkei. Sie wurde 1970 von den Studenten der ODTÜ in Ankara Hüseyin İnan, Yusuf Aslan, Sinan Cemgil, Deniz Gezmiş und Cihan Alptekin gegründet.

## Ziele
Die THKO vertrat die Auffassung, dass es unmöglich geworden war, den Kampf für Unabhängigkeit und Demokratie innerhalb des rechtlichen Rahmens und mit friedlichen Mitteln zu führen. Die Organisation trat für eine National-Demokratische Revolution ein. Eines ihrer wichtigsten Ziele war es, die Türkei zu entamerikanisieren. Die Hauptthesen der THKO waren:
1. Die Revolution mit dem Ziel einer völlig unabhängigen und wahrhaft demokratischen Türkei sollte durch den Kampf in den ländlichen Gebieten und eine Politik der Macht unter dem Kommando der nationalen Front realisiert werden.
2. Der Volkskrieg sollte auf der Grundlage eines Bündnisses von Proletariat, der Bauernschaft und Kleinbürgern geführt werden.
3. Die Partei der Arbeiterklasse und die Volksarmee sollten die beiden Grundorganisationen des Volkskriegs darstellen.
4. Diese beiden Organisationen sollten während der Kriegszeit unter Beteiligung der Massen aufgebaut werden.
5. Das THKO war eine einzigartige Organisation, die die Funktionen der beiden Organisationen gleichzeitig übernahm.

## Aktivitäten
Die Aktivitäten der Organisation begannen im Januar 1971. Die THKO führte mehrere Angriffe durch. Am 27. März 1972 war die THKO an der Entführung dreier NATO-Ingenieure (zwei Briten, ein Kanadier), die an einer Radarstation in Ünye arbeiteten, beteiligt. Die Aktion unter der Leitung Mahir Çayans von der Türkischen Volksbefreiungspartei-Front in Zusammenarbeit mit der THKO, Dev-Genç und Zivilisten aus Fatsa hatte zum Ziel, Deniz Gezmiş, Hüseyin İnan und Yusuf Aslan, die als Führer der THKO zum Tode verurteilt worden waren, freizupressen. Die Entführer versuchten sich im Dorf Kızıldere (Provinz Tokat) zu verstecken, wurden aber von den Behörden umstellt. In der folgenden Schießerei wurden die Geiseln und alle Geiselnehmer bis auf Ertuğrul Kürkçü getötet.
Am 22. Oktober 1972 entführten vier Mitglieder der THKO ein türkisches Passagierflugzeug mit 69 Passagieren nach dem Start aus Ankara. Die Piloten wurden gezwungen, den Kurs zu ändern und landeten schließlich in Sofia. Während der Entführung wurden ein Passagier und ein Pilot verletzt. Sie durften das Flugzeug zusammen mit zwei Frauen mit Kindern verlassen. Die vier Entführer forderten die Freilassung aller politischen Gefangenen in der Türkei, aber nach nur einem Tag ergaben sie sich den bulgarischen Behörden.

## Spaltung
Die THKO erlitt einen schweren Schlag durch den Tod ihrer Führungskader. Cihan Alptekin und Ömer Ayna wurden bei Kizildere, Sinan Cemgil, Kadir Manga und Alpaslan Özdogan bei Nurhak bei Schießereien getötet. Deniz Gezmiş, Yusuf Aslan und Hüseyin Inan wurden nach einem Gerichtsverfahren am 6. Mai 1972 im Zentralgefängnis Ankara in Ankara hingerichtet. Trotzdem blieb die THKO während der 1970er aktiv.
Einige verhaftete Mitglieder profitierten von der politischen Amnestie im Jahr 1974 und die übrigen THKO-Kader hatten ein vorübergehendes Zentralkomitee gegründet. Nach der Bildung des ZKs entstanden interne Differenzen. Eine Gruppe, die einen ähnlichen Standpunkt wie die Kommunistische Partei Chinas und die Kommunistische Partei Albaniens hatte, gründete die Revolutionäre Kommunistische Partei der Türkei (tr: Türkiye Devrimci Komünist Partisi). Eine andere Gruppe, die Ähnlichkeiten zur Kommunistischen Partei der Sowjetunion hatte, gründete die Kommunistische Arbeitspartei der Türkei (tr: Türkiye Komünist Emek Partisi). Eine dritte Gruppe gründete 1975 die Volksbefreiungsarmee der Türkei – Revolutionärer Pfad der Türkei (tr: Türkiye Halk Kurtulus Ordusu-Türkiye Devriminin Yolu).

## Weblink
- Blog der THKO mit vielen Texten und Verlautbarungen türkisch